# Башлай Наталія Пилипівна
Наталія Пилипівна Башлай (нар. 1915, тепер Полтавської області — ?) — українська радянська діячка, трактористка Федорівської машинно-тракторної станції і колгоспу імені Леніна Опішнянського (Зіньківського) району Полтавської області. Депутат Верховної Ради СРСР 5-го скликання.

## Життєпис
Народилася 1915 року в селянській родині. Освіта початкова.
З 1931 року працювала в колгоспі, потім була трактористкою Федорівської машинно-тракторної станції (МТС) Опішнянського району Полтавської області.
З 1958 року — трактористка колгоспу імені Леніна Опішнянського (тепер — Зіньківського) району Полтавської області.
Член КПРС.
Потім — на пенсії в селі Покрівське Зіньківського району Полтавської області.

## Нагороди
- орден Леніна (26.02.1958)
- медалі